# Kamajka
Kamajka (231 m n. m.) je vrch v okrese Kutná Hora Středočeského kraje. Leží asi dva kilometry severozápadně od Chotusic.
Kamajka je též přírodní památka. Důvodem ochrany je zdejší naleziště zkamenělin mořských živočichů ze svrchní křídy.

## Popis vrchu
Zhruba půl kilometru zsz. směrem leží vyšší vrchol (239 m n. n.), který je na mapách označován jako bývalá Kamajka nebo Mezi Cestami, je též narušen četnými kamenolomy. Skupinovou elevaci dotvářejí i další vrcholky, např. Červený kopec (231 m n. m.) 0,7 km na JJV.

## Geomorfologické zařazení
Geomorfologicky vrch náleží do celku Středolabská tabule, podcelku Čáslavská kotlina, okrsku Žehušická kotlina a podokrsku Mikulášská kotlina.

## Galerie

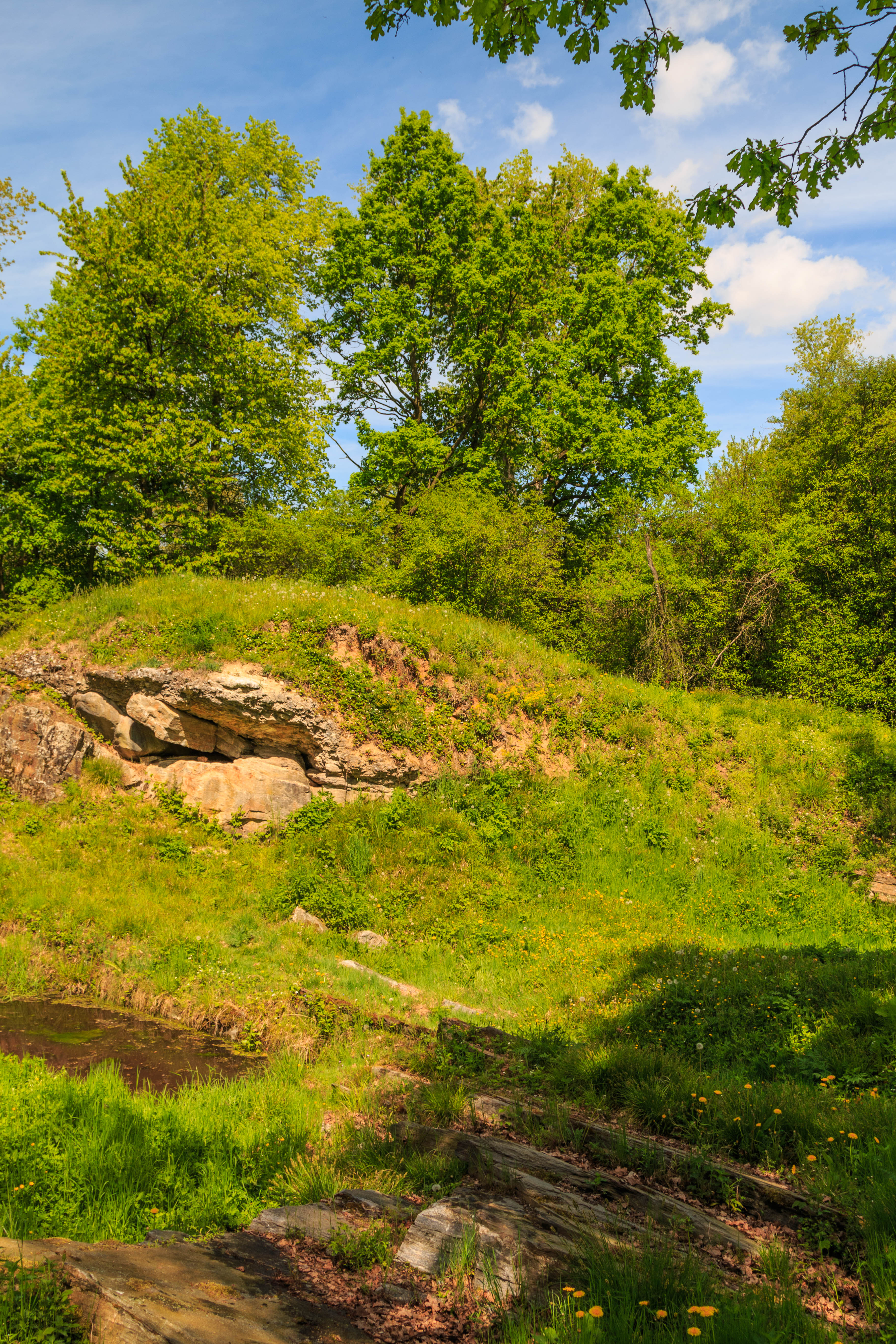
PP Kamajka
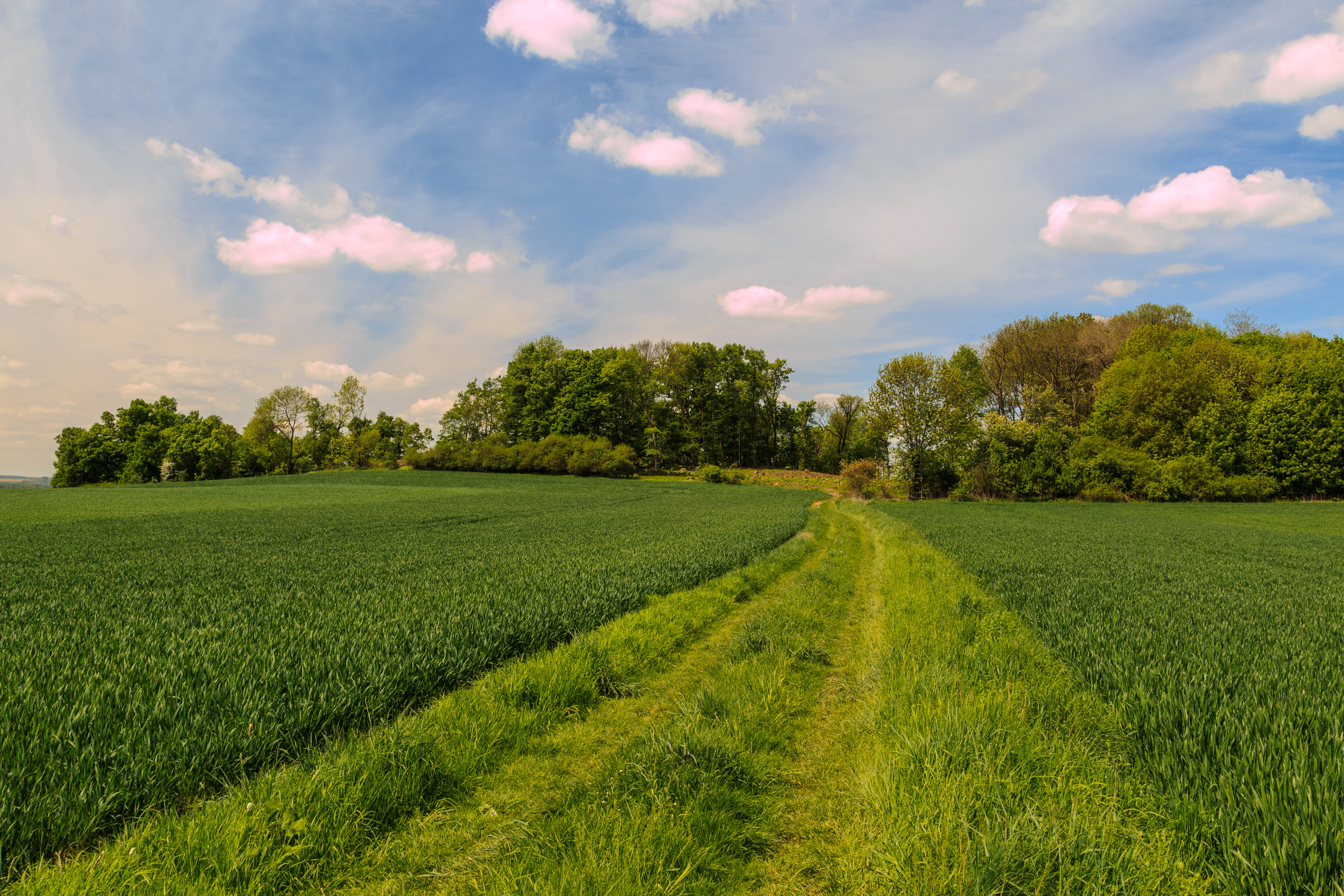
Hlavní vrchol Kamajka při pohledu od PP
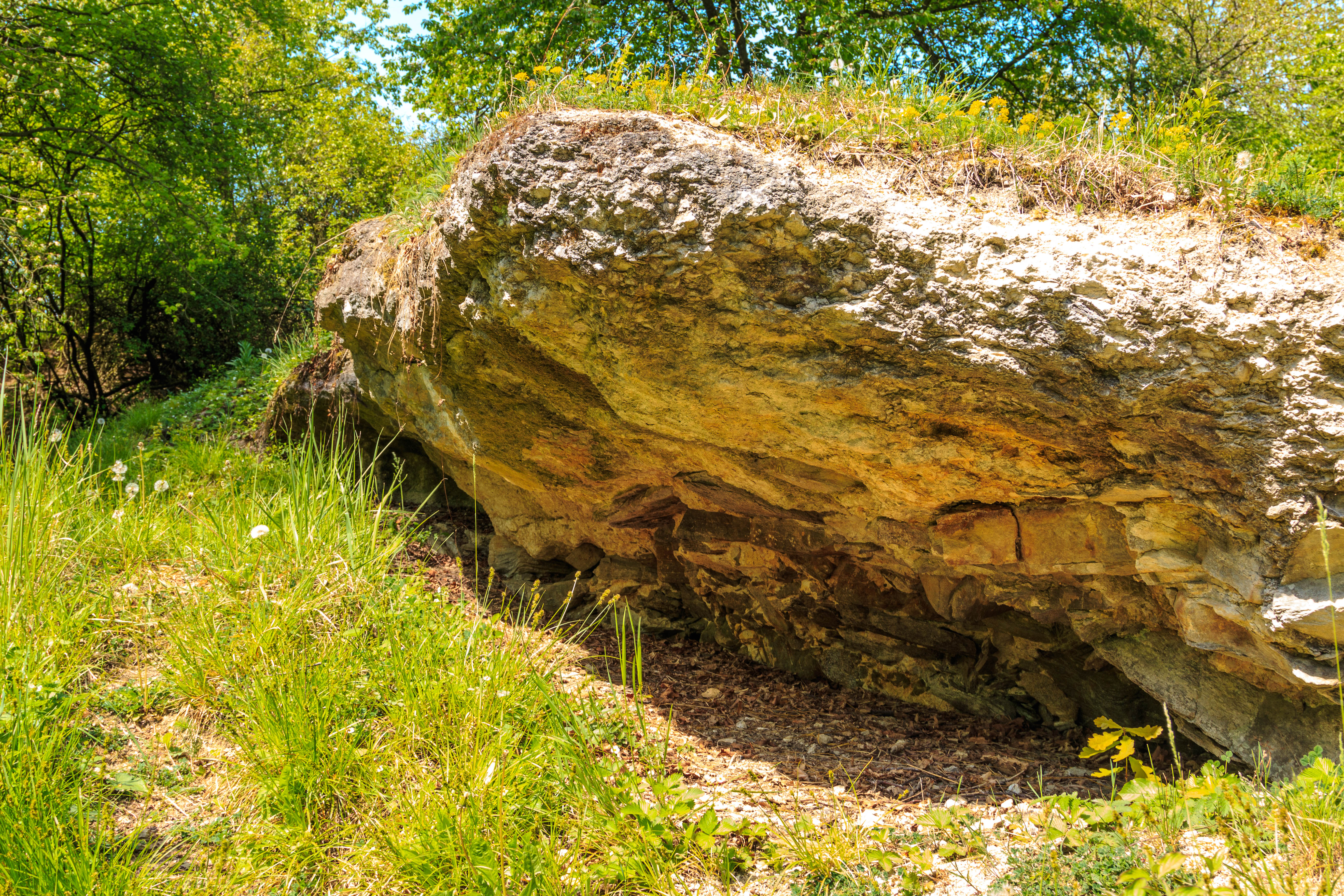
PP Kamajka
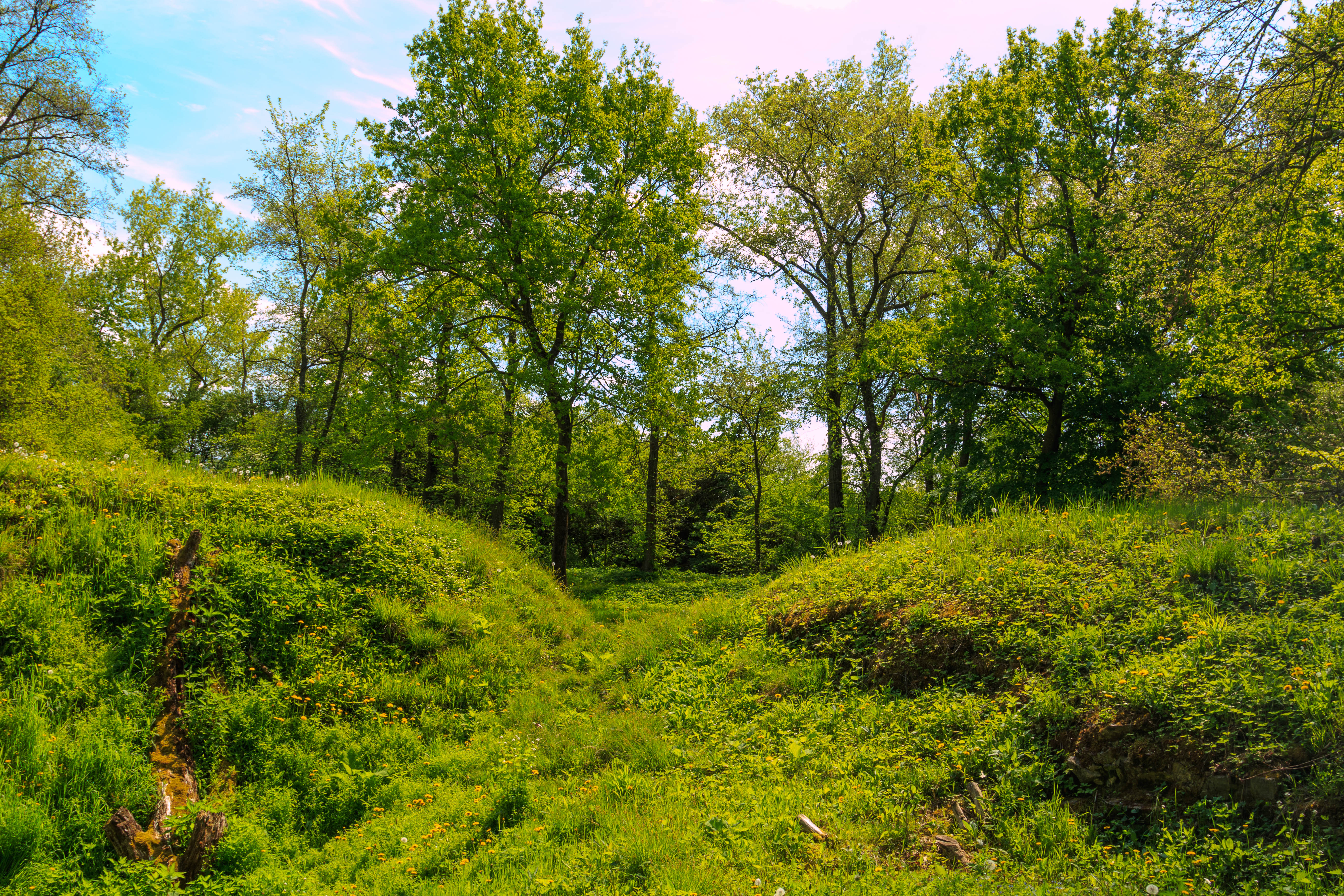
PP Kamajka